# Ludassy Móric
Ludassy Móric (Ludasi (Gans) Mór vagy Moriz Gans von Ludasi; Komárom, 1829.[forrás?] – Reichenau, 1885. augusztus 29.) újságíró.

## Élete
1839-től szülővárosában tanult a bencés gimnáziumban, majd a Pesti Egyetem hallgatója volt. Előbb egy pesti nevelőintézetben tanított, majd újságírásból élt. Szerkesztette a pesti Esti Lapokat 1849. április 30-tól május 8-ig, összesen 8 számot.
A magyar szabadságharc leverése után Bécsbe költözött és 1853-ban a Wiener Telegraphnak és a Morgen-Postnak volt munkatársa. A lapokba több regényt írt, melyek külön is megjelentek. Schlesinger Zsigmonddal alapította és szerkesztette egy ideig Der Feierabend című hírlapot és együtt írták a Nach der Stadterweiterung című színművet, melyet a Theater an der Wien elő is adott.
A konzervatív párthoz tartozott és ily szellemben tudósítója volt 1860-ban a pesti Sürgöny hivatalos lapnak. Az 1860-as évek elején Bécsben Apponyi György és Sennyei Pál támogatásával Die Debatte und Wiener Lloyd című politikai lapot indította meg, mely hévvel küzdött a dualizmus és kiegyezés mellett és mint a magyar érdekek tolmácsolója nagy jelentőségre emelkedett. A kiegyezés után megszűnt. Andrássy Gyula gróf miniszterelnöksége alatt a magyar sajtóiroda főnöke s egyúttal osztálytanácsos volt a belügyminisztériumban. A konzervatív táborhoz tartozott. Kiadó-tulajdonosa volt a Magyar Világ című politikai napilapnak, melyet 1865. december 12-1866. december 30. között szerkesztett, amikor is megszűnt. Nemsokára ismét Bécsbe ment, ahol a külügyminisztérium sajtóirodájában dolgozott mint magyar és német publicista. Friedrich Ferdinand von Beust megbízásából a Tagespresse lapot alapította, mely az 1870-1871. évi német-francia háború idején a német-ellenes udvari pártnak közlönye volt. Ennek megszűnése után a berlini Norddeutsche Zeitungnak levelezője lett.
A hatvanas években több irodalmi lapott adott ki. Regényei nagy elterjedtségnek és kedvességnek örvendtek. Utolsó éveiben Petőfi és Vörösmarty költeményeiből sokat fordított és közölt a német hirlapokban.
Szívrohamban hunyt el. Idősebbik fia L. Gans Gyula (írói álnevén: Julius v. Goose, 1858) a bécsi Fremdenblattnál dolgozott és több vígjátékot is írt. 

## Elismerései

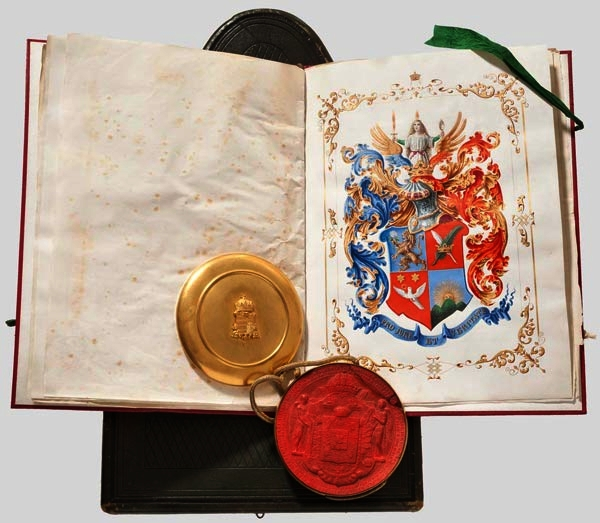
Nemesi címere
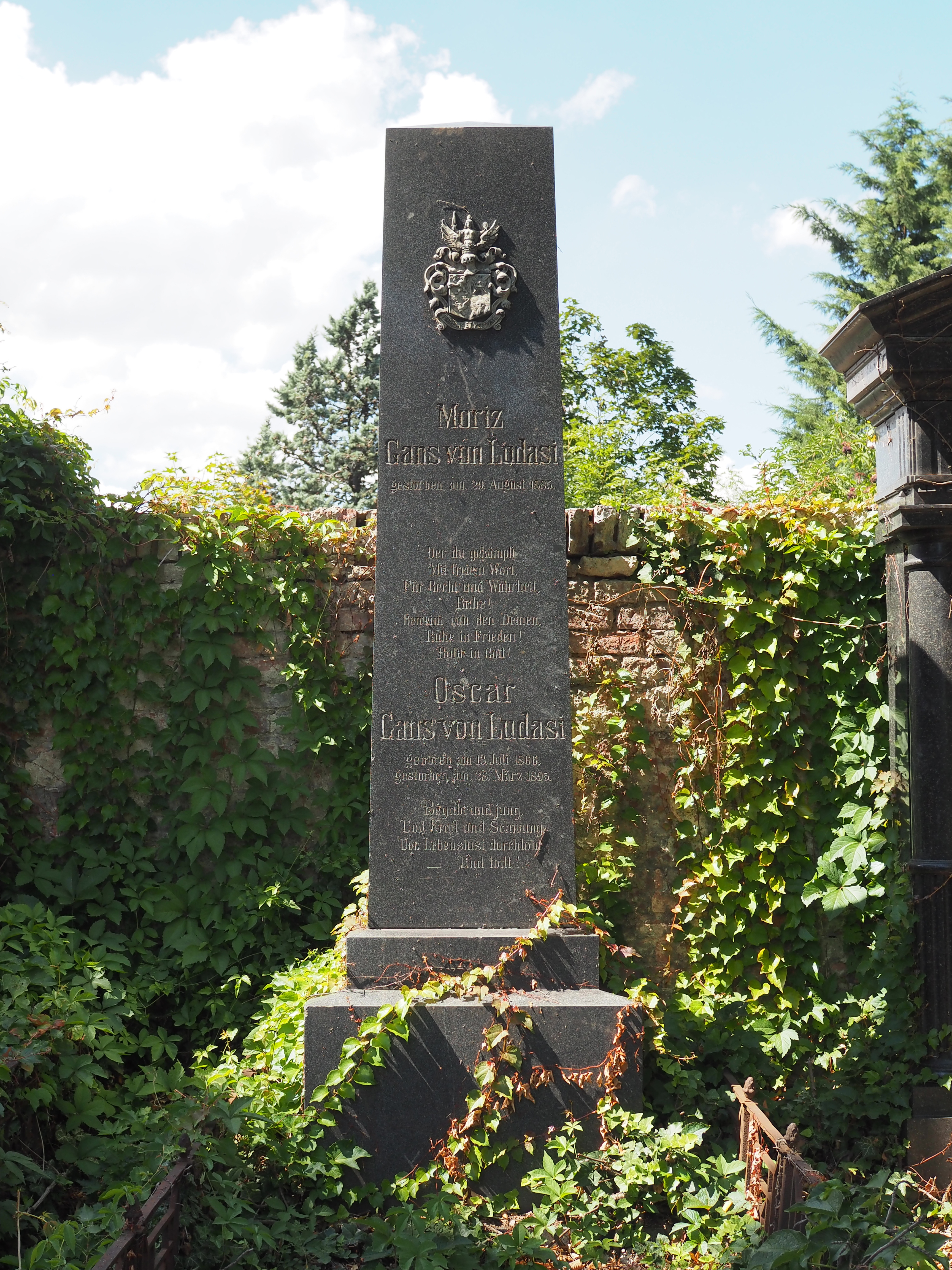
Sírhelye

- 1867. július 12-én a hírlapirodalom terén tanusított sikeres működéséért törvényes utódaival együtt Ludasi előnévvel magyar nemességet nyert.

## Művei
Cikkei jelentek meg az Életképekben (1848. Essentiája a legujabb dramaturgiának, Ügyetlenségből lett önkéntes, Az éjjel, regélyke és ford. Börne után.)
- 1849 Das Bombardement der Stadt Pest und die Erstürmung Ofens. Geschichte der Tage vom 24. april bis 22. Mai 1849. Pest (Magyarul, ford. Szilágyi Sándor. Pest, 1849.)
- Geschichte Tom Jones, eines Findlings, von H. Fielding. Bearbeitet für die Jugend. Pest (Neues Lese-Cabinet für die reifere Jugend 3.)
- 1853 Onkel Tom's Hütte. Nach dem Englischen von Harriet B. Stowe, für die reifere Jugend bearbeitet. Pest (Neues Lese-Cabinet I. Bd.)
- 1853 Peregrine Pickle. Humoristischer Roman von G. T. Smollet. Bearbeitet für die Jugend. Pest.
- 1854 Die Töchter der Karpathenhexe. Roman. Wien. Két kötet.
- 1854 Elisabeth Báthory. Geheimnisse der Schachtizburg. Roman. Wien. Négy kötet.
- Die Rache der Todten. Sittenroman aus dem Leben in Pesth und Wien. Wien. Három kötet.
- 1865 Drei Jahre Verfassungsstreit. Leipzig